# Nuculaninae
Nuculaninae zijn een onderfamilie van tweekleppigen uit de  familie van de Nuculanidae.

## Taxonomie
De volgende geslachten zijn bij de onderfamilie ingedeeld:
- † Ezonuculana Nagao, 1938
- Jupiteria Bellardi, 1875
- Lembulus Risso, 1826
- † Meganuculana Amano & Jenkins, 2017
- Nuculana Link, 1807
- Saccella Woodring, 1925